# Cubanske konvertible pesos
Cuba er unikt derhen, at man opererer med to officielle valutaer: Cubansk konvertibel peso (CUC) og Cubansk peso (CUP). Peso'en er den valuta, som den menige cubaner primært bruger, mens den konvertible peso er den valuta turister skal bruge.
De fleste cubanere får det meste af deres løn udbetalt i pesos og en lille del i konvertible pesos. Systemet møder generelt stor kritik, da det er med til, at gøre ulighederne i det cubanske samfund større, da det primært er ansatte i turistrelaterede erhverv, der har adgang til konvertible pesos og da disse giver adgang til at købe ind i særlige butikker, hvor vareudbuddet er større. 
| Artikelstump | Spire Denne artikel om penge eller valuta er en spire som bør udbygges. Du er velkommen til at hjælpe Wikipedia ved at udvide den. |